# Huétor de Santillán
Huétor de Santillán, en ocasiones escrito Huétor Santillán, es un municipio español de la provincia de Granada, en la comunidad autónoma de Andalucía. Situado en la parte nororiental de la comarca de la Vega de Granada, limita con los municipios de Quéntar, Beas de Granada, Granada —por el distrito Albaicín—, Víznar, Alfacar, Nívar, Cogollos Vega e Iznalloz. Por su término discurren los ríos Darro y Fardes. Gran parte del municipio se encuentra en el parque natural de la Sierra de Huétor.
El municipio es una de las entidades que componen la mancomunidad de la Vega Norte-Alfaguara, y comprende los núcleos de población de Huétor de Santillán —capital municipal, que incluye los barrios de la Colonia del Río, La Sotanilla, El Colmenar y el Puente del Colmenar—, Prado Negro y El Molinillo.

## Toponimia
Según el historiador Luis Seco de Lucena, el topónimo de Huétor deriva del árabe Qaryat al-Watá, que significa ‘alquería o pueblo de colina’. Santillán fue añadido en relación con el señorío de Huétor recibido por el veinticuatro de Granada Gómez Santillán, concedido por merced de la reina Juana en 1507. Su apellido sirvió para diferenciarlo de los otros dos pueblos granadinos llamados del mismo modo: Huétor Tájar y Huétor Vega.
El nombre oficial del municipio es Huétor de Santillán desde 1950. Sin embargo, su nombre también aparece como Huétor Santillán, o escrito con un guion en medio tal y como aparecía hasta esa fecha en el censo de población.

## Símbolos
Huétor de Santillán cuenta con un escudo y bandera adoptados de manera oficial el 17 de enero de 1986 y el 16 de abril de 2014 respectivamente.

### Escudo
Su descripción heráldica es la siguiente:

De oro (amarillo), un castillo de tres torres de azur (azul), bordura de gules (rojo) con ocho escudetes de oro, cargado cada uno de una banda de sable (negro). Al timbre, corona real cerrada.

### Bandera
La enseña del municipio tiene la siguiente descripción:

Bandera rectangular de proporciones 2:3, compuesta de tres franjas paralelas entre sí y dispuestas en forma diagonal y ascendentes hasta el asta. La primera de color azul, la intermedia de color amarillo y con un ancho de 1/10 del alto, y la tercera de color verde. En el extremo superior derecho tres encinas formando un arco de 1/4 del alto de la bandera y su tamaño del mismo ancho de la banda amarilla, es decir 1/10. Al centro y sobrepuesto el escudo municipal con una cartela en la parte inferior donde se indica "Huétor Santillán".

## Historia
Huétor de Santillán se origina como alquería durante la época musulmana en una zona de tránsito entre las ciudades de Granada y Guadix. En los últimos años del periodo nazarí fue propiedad de la reina Aixa, madre de Boabdil.

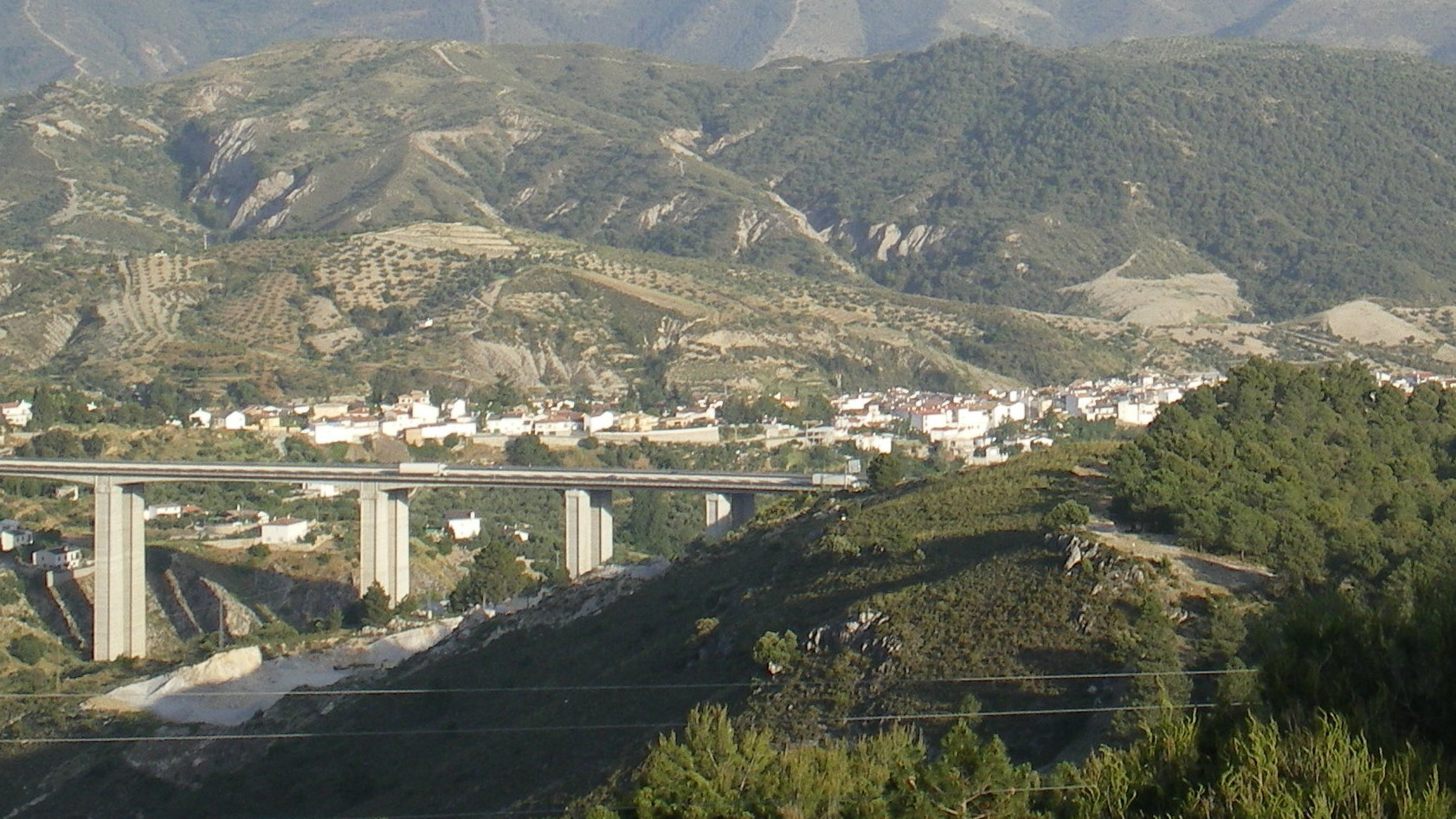
Vista de Huétor de Santillán, junto al puente de la autovía A-92

En 1492, tras el fin de la Reconquista cristiana, la reina Isabel de Castilla concedió el 12 de enero de 1494 el señorío de Huétor a Hernando de Zafra, por entonces secretario de los Reyes. Tras la muerte de Hernando de Zafra, por merced de reina Juana, es cedida el 22 de noviembre de 1507 al caballero veinticuatro de Granada Gómez de Santillán, de ascendencia sevillana, quien había participado en la Guerra de Granada y recibido tierras en Chauchina por los servicios prestados a la Corona. Como otros caballeros nobles, se introdujo en la vida política, siendo nombrado en 1501 veinticuatro de Granada, situándose políticamente en contra del conde de Tendilla y a favor del marqués de Cenete, obteniendo el cargo de corregidor de Jaén de 1511 a 1512. A su muerte, el mayorazgo pasó a su sobrino Diego de Santillán, hijo de Diego de Santillán, comendador mayor de la Orden de Alcántara.

## Geografía

### Situación
Integrado en la comarca de la Vega de Granada, se encuentra situado a 12 kilómetros al este de la capital provincial. El término municipal está atravesado por la autovía A-92, que conecta las ciudades de Almería y Murcia con Granada, Málaga y Sevilla, incluyendo el puerto de la Mora y del Molinillo. Constituye la entrada a la Vega granadina proveniente del Levante, justo en el límite con la comarca de Guadix.
El municipio se caracteriza por su relieve montañoso, en el que destacan la sierra de Huétor —declarado parque natural en 1989—, de la Alfaguara, de Cogollos y Arana.
| Noroeste: Cogollos Vega e Iznalloz            | Norte: Iznalloz                | Nordeste: Iznalloz y Diezma |
| Oeste: Cogollos Vega, Nívar, Alfacar y Víznar |                                | Este: Diezma                |
| Suroeste: Granada                             | Sur: Beas de Granada y Quéntar | Sureste: Quéntar            |

### Clima

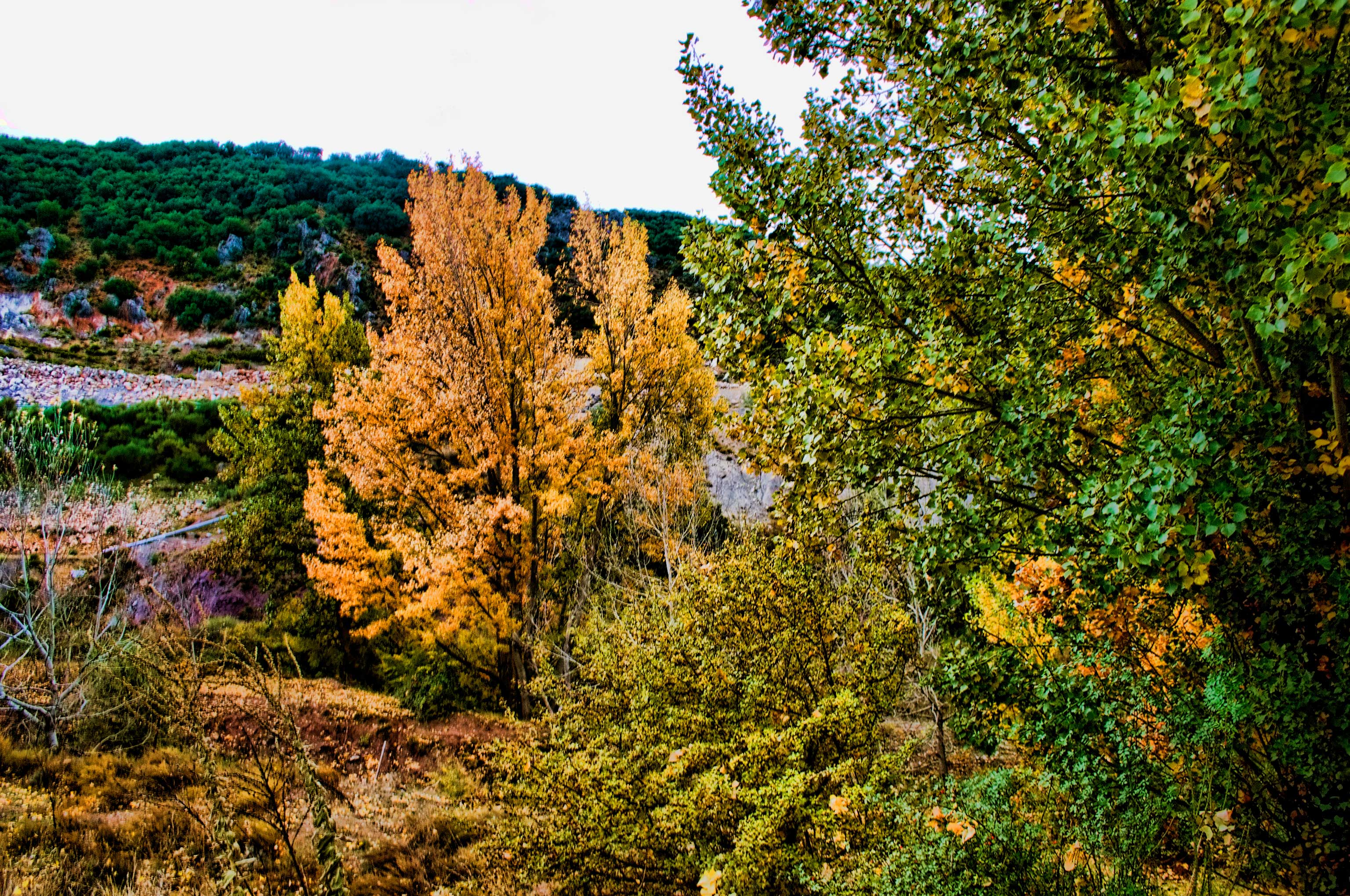
Vista del parque natural de la Sierra de Huétor, en el municipio de Huétor de Santillán

El clima de Huétor de Santillán es mediterráneo influenciado por su altitud de 1025 m s. n. m., que provoca inviernos fríos, llegando a alcanzar los -12 °C, y veranos suaves donde no se llega a rebasar los 35 °C.
Soplan vientos especialmente de este y oeste, y con menos frecuencia los del norte. En los meses de diciembre, enero y febrero es habitual las nevadas que pueden superar los veinte centímetros de altura, así como las fuertes heladas en las riberas de los ríos y sus alrededores, dando lugar a los típicos carámbanos.

## Demografía
Huétor de Santillán cuenta con una población de 1938 habitantes (INE 2024).
| Gráfica de evolución demográfica de Huétor de Santillán entre 1842 y 2021                                           |
| |
| Población de derecho según los censos de población del INE Población de hecho según los censos de población del INE |

Se distribuyen de la siguiente manera:
| Unidad poblacional  | Hab. |
| ------------------- | ---- |
| Huétor de Santillán | 1838 |
| Prado Negro         | 40   |
| El Molinillo        | 4    |
| TOTAL               | 1882 |

## Economía

### Evolución de la deuda viva municipal
| Gráfica de evolución de deuda viva del Ayuntamiento de H. Santillán entre 2008 y 2019                                |
| |
| Deuda viva del Ayuntamiento de H. Santillán en miles de euros según datos del Ministerio de Hacienda y Ad. Públicas. |

## Administración y política
Los resultados en Huétor de Santillán de las últimas elecciones municipales, celebradas en mayo de 2019, son:
| Elecciones Municipales - Huétor de Santillán (2019) | Elecciones Municipales - Huétor de Santillán (2019) | Elecciones Municipales - Huétor de Santillán (2019) | Elecciones Municipales - Huétor de Santillán (2019) | Elecciones Municipales - Huétor de Santillán (2019) |
| Partido político                                    | Partido político                                    | Votos                                               | Votos                                               | Concejales                                          |
| --------------------------------------------------- | --------------------------------------------------- | --------------------------------------------------- | --------------------------------------------------- | --------------------------------------------------- |
|                                                     | Partido Popular (PP)                                | 430                                                 | 37,55 %                                             | 4                                                   |
|                                                     | Partido Socialista Obrero Español (PSOE)            | 353                                                 | 30,83 %                                             | 3                                                   |
|                                                     | Izquierda Unida-Huétor Santillán para la Gente (IU) | 143                                                 | 12,49 %                                             | 1                                                   |
|                                                     | Agrupación Huétor Independiente (AHI)               | 131                                                 | 11,44 %                                             | 1                                                   |
|                                                     | Ciudadanos (Cs)                                     | 71                                                  | 6,2 %                                               | 0                                                   |

## Comunicaciones

### Carreteras
Por este municipio pasa la autovía A-92, que ofrece cinco salidas compartidas: la 253 (El Fargue, Huétor Santillán, Granada este), la 256 (Huétor Santillán, Beas de Granada), la 259 (parque natural de la Sierra de Huétor), la 264 (Venta del Molinillo, Las Mimbres, Prado Negro) y la 269 (Venta del Molinillo).
Las principales vías de comunicación que transcurren por el municipio son:
| Identificador | Denominación                         | Itinerario                        |
| ------------- | ------------------------------------ | --------------------------------- |
| A-92          | Autovía A-92                         | Sevilla - Almería                 |
| A-4003        | De Puerto Lobo a Huétor de Santillán | Puerto Lobo - Huétor de Santillán |
| A-4004        | Molinillo (Antigua A-92)             | A-92 - A-92                       |
| GR-3107       | De A-4003 a Beas de Granada          | A-4003 - Beas de Granada          |

## Servicios

### Sanidad
Huétor de Santillán pertenece a la zona básica de salud de Granada —centro de Joaquina Eguaras—, en el distrito sanitario de Granada. La localidad cuenta con un consultorio médico.

### Educación
Los centros educativos que hay en el municipio son:
| Denominación genérica                    | Nombre del centro           | Naturaleza |
| ---------------------------------------- | --------------------------- | ---------- |
| Escuela infantil                         | EI Casería de los Recuerdos | Público    |
| Sección de educación permanente          | SEP Huétor Santillán        | Público    |
| Colegio de educación infantil y primaria | CEIP Sierra de Huétor       | Público    |

## Cultura

### Patrimonio

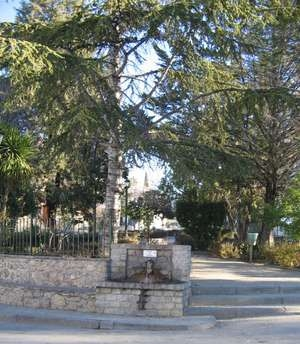
Plaza de la Fortaleza

Entre los monumentos y edificios históricos más señalados destaca la iglesia de Nuestra Señora la Encarnación, de 1619. Fue construida de estilo mudéjar, con planta de una sola nave, en cuyo interior se conservan piezas escultóricas, algunas las atribuidas al artista José Risueño, como el San Juan, la Inmaculada Concepción o la Virgen del Rosario.
A la entrada del casco histórico se sitúa el puente de los Batanes, sobre las aguas del río Darro. A las afueras hay una antigua fábrica de electricidad, de ladrillo rojo, recientemente restaurada y puesta en uso. También cabe señalar la escultura del jabalí de bronce que se encuentra en la plaza de la Fortaleza.
En su extenso término municipal existen cuatro ermitas: la de San Antonio, cerca de El Molinillo, a orillas del río Fardes; la de Santiago, en la pedanía de Prado Negro; la de la Virgen de los Dolores, del siglo XVI, donde se encuentra la imagen de la patrona de Huétor; y la de la Virgen del Pilar, en el barrio del Colmenar.

### Fiestas
Huétor de Santillán celebra cada año sus fiestas el primer fin de semana de agosto en honor a San Sebastián y la Virgen de los Dolores, patrones del pueblo, con actividades lúdicas y deportivas durante el día y verbenas por la noche.

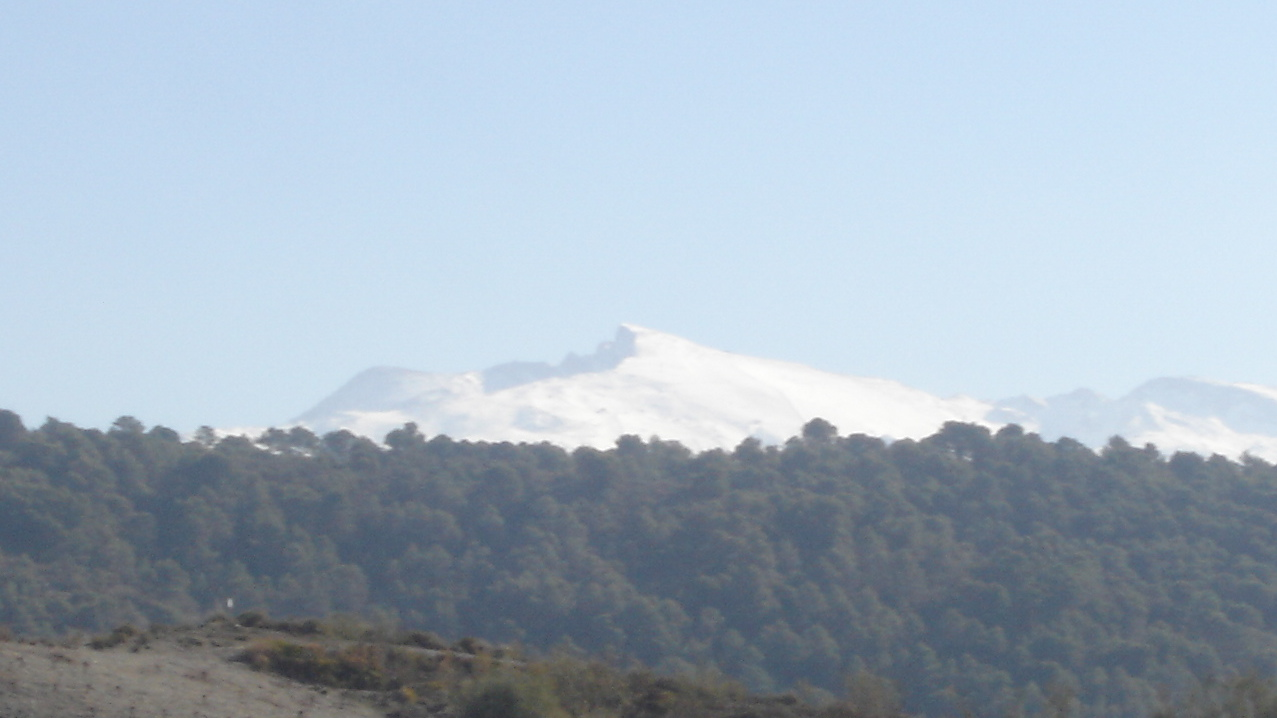
Vista de Sierra Nevada desde Huétor de Santillán.

El 20 de enero, día de San Sebastián, tiene lugar una misa, con posterior verbena y fuegos artificiales. El 3 de mayo se festeja el Día de la Cruz, muy típico de toda la provincia de Granada. También cabe destacar la noche de San Juan, el 24 de junio, donde se encienden hogueras alrededor de las cuales se reúnen los vecinos y visitantes. La pedanía de Prado Negro celebra sus fiestas el 25 de julio en honor a su patrón, Santiago Apóstol. Y El Molinillo hace lo propio el 13 de junio por San Antonio de Padua.